# Walhalla – Die Legende von Thor
Walhalla – Die Legende von Thor ist eine dänische Comicverfilmung des von Peter Madsen gezeichneten Comics Walhalla, gedreht im Jahr 2019 in Dänemark. Eine frühere Verfilmung stammt aus dem Jahr 1986.

## Inhalt
Die Wikingerkinder Røskva und Tjalfe begeben sich mit den Göttern Thor und Loki auf eine abenteuerliche Reise von Midgard nach Walhalla. Das Leben in Walhalla wird jedoch von dem gefürchteten Wolf namens Fenrir und den Erzfeinden der Götter namens Jotnar bedroht. Seite an Seite mit den Göttern müssen die beiden Kinder sie bekämpfen, um Walhalla vor dem Ende der Welt zu retten.

## Produktion und Veröffentlichung
Regie führte Fenar Ahmad und die Drehbücher schrieben Fenar Ahmad und Adam August. Der Produzent war Jacob Jarek und für die Kameraführung war Kasper Tuxen verantwortlich. Der Film kam am 10. Oktober 2019 in die dänischen Kinos. Am 30. April 2020 erschien der Film in einer ungekürzten Fassung mit der Altersfreigabe ab 12 Jahren in Deutschland.

## Synchronisation
| Figur        | Schauspieler     | Deutscher Synchronsprecher |
| ------------ | ---------------- | -------------------------- |
| Thor         | Roland Møller    | Douglas Welbat             |
| Loke         | Dulfi Al-Jabouri | Karim El Kammouchi         |
| Røskva       | Cecilia Loffredo | Zoe Murmann                |
| Skrymer      | Ali Sivandi      | Johann Fohl                |
| Tjalfe       | Saxo Moltke-Leth | Oliver Szerkus             |
| Udgards Loke | Uffe Lorenzen    | Sven Brieger               |

## Rezeption
- Lexikon des internationalen Films: „Ein im Stil klassischer archaischer Fantasyfilme der 1980er-Jahre gestaltetes Abenteuer, das trotz aufwendiger Ausstattung etwas schwunglos bleibt, weil seine Figurenzeichnungen und -entwicklungen flach und spannungsarm ausfallen.“[6]